# Gargantuoidea spinipes
Gargantuoidea spinipes är en insektsart som beskrevs av Ludwig Redtenbacher 1908. Gargantuoidea spinipes ingår i släktet Gargantuoidea och familjen Diapheromeridae. Inga underarter finns listade i Catalogue of Life.